# Liste du patrimoine mondial aux Îles Cook
Cet article recense les sites inscrits au patrimoine mondial aux îles Cook.

## Statistiques
Les îles Cook ratifient la Convention pour la protection du patrimoine mondial, culturel et naturel le 16 janvier 2009.
En 2024, les îles Cook ne comptent aucun site inscrit au patrimoine mondial. Le pays a cependant soumis un site sur sa liste indicative.

## Liste indicative
Le bien suivant est inscrit sur la liste indicative des îles Cook au début 2024. Le nom fourni par les îles Cook est en anglais : la traduction en français est donnée ici à titre indicatif.
| Id.  | Bien                          | District            | Année | Critères et notes     | Coordonnées           | Illus. |
| ---- | ----------------------------- | ------------------- | ----- | --------------------- | --------------------- | ------ |
| 6700 | Paysage culturel de Maungaroa | Arorangi, Rarotonga | 2024  | Culturel, (iii), (iv) | 21° 14′ S, 159° 49′ O |        |